# Cavallino-Treporti
Cavallino-Treporti (velenceiül Cavałin-Treporti) város Velence megyében, Veneto régióban, Olaszországban.

## Földrajz
A város egy félszigeten helyezkedik el; északról a Velencei-lagúna, délről az Adriai-tenger határolja, keleten pedig a Sile medre választja el Jesolótól.
Északi részén három csatorna (Pordelio, Portosecco és Saccagnana) szeli át, mindhárom hajózható.

## Gazdaság
A település gazdasága a nyári turizmuson alapszik. A vendégek száma (ami évi 6 millió körül van) Cavallino-Treportit a vezető olasz fürdővárosok közé emeli. A déli part finomhomokos strandja közel 30 kemping és apartmantelep között van felosztva, ezekben teljes körű, közép vagy magas szintű szolgáltatást nyújtanak az idelátogatóknak. Szállodák meglehetősen kis számban találhatók a területen. Az utóbbi években egyre szaporodnak a nyári vendégek számára készült apartmanházak. A nyári átlaghőmérséklet 30 és 35 fok között mozog, nyaranta keveset esik, így a környék kiválóan alkalmas nyári túrákra.
A turizmus markáns jelenléte egyre több szolgáltatásra ösztönzi a helyi gazdaságot. Az idelátogatók a fürdőzésen kívül a környék látnivalóit is előszeretettel keresik fel, így Velencét és a lagúna szigeteit (pl. Muranót, Buranót, Torcellót), ahová Punta Sabbioni vagy Treporti-Ricevitoria kikötőjéből juthatnak el.
A terület belső részei intenzív mezőgazdasági művelés alatt állnak. A szövetkezetek alapjai általában a családi gazdaságok, fejlett infrastruktúrával, melynek segítségével jó minőségű termékeket állítanak elő. Az itt termelt zöldségeket, gyümölcsöket Észak-Olaszország minden táján ismerik.

## Kultúra, sport
Minden június második vasárnapján rendezik a város egyik látványosságát, a Palio Remierot, mely egy sárkányhajóverseny a nyílt tengeren a város déli partján. A résztvevők a városrészek (Faro Piave Vecchia, Cavallino, Ca’ di Valle, Ca’ Ballarin, Ca’ Vio, Ca’ Pasquali, Ca’ Savio, Punta Sabbioni, Treporti, Saccagnana, Mesole e Lio Piccolo) csapatai alkotják. A hajósversenyt kiegészíti néhány más versenyszám, pl. íjászat, labdarúgás, boccia, valamint több kisebb csónakverseny is. A teljes „évad” szeptemberben zárul.